# LB 3303
LB 3303 is een tweevoudige ster met een spectraalklasse van DA en DA. De ster bevindt zich 33,91 lichtjaar van de zon.